# Гимназија Лебане
Гимназија Стојан Љубић, познатија као Гимназија Лебане је школа која се налази у улици цара Душана 78 у Лебану. Основана је 1963. године и једина је гимназија у општини.

## Опште информације
Гимназија је почела је са радом школске 1963/1964. године као физички одвојено одељење Гимназије “Станимир Вељковић Зеле” из Лесковца.
Располаже са 15 класичних учионица, 4 кабинета, радионицом, просторијом за заједницу ученика, библиотеком, 5 канцеларија и фискултурном салом.
У оквиру ваннаставних активности у школи постоје литерарна, рецитаторска, фолклорна, ликовна секција. Такође, у школи постоји хор и оркестар уз многобројне спортске секције и групе младих математичара, биолога, историчара, физичара и хемичара.
Име носи по Стојану Љубићу, учеснику Народноослободилачке борбе и народном хероју Југославије.

## Рефереце
1. 1 2  Гимназија Лебане - О нама gimnazijastojabljubic.edu.rs
2. ↑  Gimnazija Lebane srednjeskole.edukacija.rs
3. ↑  Narodni heroji 1 1982, стр. 474.